# Neostichtis
Neostichtis is een geslacht van vlinders van de familie Uilen (Noctuidae), uit de onderfamilie Amphipyrinae.

## Soorten
- N. altitudinis Laporte, 1972
- N. fulgurata Carcasson, 1965
- N. ignorata Viette, 1958
- N. inopinatus Viette, 1960
- N. nigricostata (Hampson, 1908)
- N. teruworkae (Hampson, 1908)